# Теньо Тенев
Теньо Георгієв Тенев (болг. Теньо Георгиев Тенев; нар. 28 березня 1972) — болгарський борець греко-римського стилю, срібний призер чемпіонату Європи.

## Життєпис
Боротьбою почав займатися з 1986 року. У 1989 році став чемпіоном Європи серед юніорів. У 1992 році здобув срібну медаль чемпіонату Європи серед молоді.
Виступав за борцівський клуб з Кюстендила. Тренер — Валерій Райчев (з 1998).

## Спортивні результати на міжнародних змаганнях

### Виступи на Чемпіонатах світу
| Змагання                        | Збірна   | Вагова категорія                 | Місце |
| ------------------------------- | -------- | -------------------------------- | ----- |
| Чемпіонат світу з боротьби 1994 | Болгарія | греко-римська боротьба, до 52 кг | 18    |
| Чемпіонат світу з боротьби 2001 | Болгарія | греко-римська боротьба, до 54 кг | 8     |
| Чемпіонат світу з боротьби 2002 | Болгарія | греко-римська боротьба, до 55 кг | 22    |
| Чемпіонат світу з боротьби 2003 | Болгарія | греко-римська боротьба, до 55 кг | 32    |

### Виступи на Чемпіонатах Європи
| Змагання                         | Збірна   | Вагова категорія                 | Місце  |
| -------------------------------- | -------- | -------------------------------- | ------ |
| Чемпіонат Європи з боротьби 1994 | Болгарія | греко-римська боротьба, до 52 кг | 12     |
| Чемпіонат Європи з боротьби 1995 | Болгарія | греко-римська боротьба, до 52 кг | 12     |
| Чемпіонат Європи з боротьби 2002 | Болгарія | греко-римська боротьба, до 55 кг | Срібло |

### Виступи на інших змаганнях
| Змагання                                                        | Збірна   | Вагова категорія                 | Місце |
| --------------------------------------------------------------- | -------- | -------------------------------- | ----- |
| Олімпійський кваліфікаційний турнір з боротьби 2004 (Новий Сад) | Болгарія | греко-римська боротьба, до 55 кг | 10    |

### Виступи на змаганнях молодших вікових груп
| Змагання                                       | Збірна   | Вагова категорія                 | Місце  |
| ---------------------------------------------- | -------- | -------------------------------- | ------ |
| Чемпіонат Європи з боротьби серед юніорів 1989 | Болгарія | греко-римська боротьба, до 46 кг | Золото |
| Чемпіонат світу з боротьби серед юніорів 1990  | Болгарія | греко-римська боротьба, до 50 кг | 4      |
| Чемпіонат Європи з боротьби серед молоді 1992  | Болгарія | вільна боротьба, до 52 кг        | Срібло |